# 顯微鏡下多血管炎
顯微鏡下多血管炎是一種自體免疫性疾病。其表現為全身性、寡免疫性（pauci-immune）、壞死性的小血管炎。該疾病通常不會出肉芽肿性發炎。

## 症狀
臨床症狀包括發燒、關節疼痛、肌痛、厭食、消瘦、乏力、體重減輕等全身性體質性症狀（constitutional symptoms）。該疾病可能進犯多種器官，包含咳嗽、呼吸短促、咳血、腎功能衰竭、皮膚斑點（紫癜或總狀花疹青斑）、癲癇、周邊神經病變、腹痛等等。
有高達80%的病人有出現血尿及蛋白尿的狀況，甚至可能出現急进性肾小球肾炎。有20-50%的人可能會出現肺出血、肺纤维化，或呼吸衰竭。在耳鼻喉科症狀方面，雖然與肉芽腫併多發性血管炎（GPA）相比，MPA較少出現此類進犯，但仍可能出現內似症狀（GPA約85%，MPA約55%）。MPA的耳鼻喉症狀與GPA類似，病人可能會出現鼻竇炎、中耳炎、耳痛、耳漏、多軟骨炎，或甚至失聰等症狀。相對來說，GPA較常出現眼窩底假腫瘤、顱神經壓迫，以及上呼吸道腫塊等等，也較常進犯軟骨和骨骼，導致鞍鼻畸形。

## 病因
該疾病的病理機轉尚未完全闡明，目前該疾病歸類於ANCA關聯性血管炎（ANCA-Associated Vasculitis，AAV）的一種，意即疾病可能是因抗中性球細胞質抗體（ANCA）所誘發。患者可能因為遺傳因素、感染、腫瘤、藥物、發炎等原因，導致體內出現ANCA抗體。其中MPA病人身上最常見的ANCA是抗MPO抗體（MPO-ANCA，舊稱p-ANCA），約有55-65%的病人可在周邊血檢體中驗到MPO-ANCA。嗜中性球在與MPO-ANCA結合後，會釋放出發炎物質、溶酶，及過氧化物，導致細胞損傷及發炎，進而造成血管內皮發炎壞死。該疾病會進犯腎臟，並引發壞死性新月體腎絲球腎炎（necrotizing and crescentic glomerulonephritis）。

## 診斷
臨床症狀、理學檢查、生化檢驗、病理切片是診斷GPA和MPA的重要根據。目前尚無有效診斷ANCA相關性血管炎（ANCA-associated vasculitis，AAV）的標準，也因此造成約有60%的AAV病人有延遲診斷的問題，症狀出現和最終診斷之間的中位數時間為6個月。AAV較典型的症狀包含快速進展性肺腎症候群、腎絲球腎炎等等。因此若病人同時出現血尿、蛋白尿，及咳血問題，可能須聯想到相關診斷，若病人懷疑有腎炎，應考慮腎臟切片以協助診斷。
在實驗室診斷方面，血清ANCA的種類和數值可以做為參考依據，MPA較常為MPO-ANCA（pANCA），GPA則較常為PR3-ANCA（cANCA）。但血清ANCA陰性並不能排除AAV，而某些感染也可能導致ANCA偽陽性，因此仍必須與臨床症狀綜合判斷。
該疾病與其他AAV有諸多相似之處，美國風濕學院（ACR）於2022年有發表一份診斷標準，以與其他AAV進行鑑別，但此份指引針對EGPA的鑑別性較高，對於MPA及GPA之間的鑑別仍有待改善。

## 治療
根據2022年歐洲風濕病醫學會（EULAR）所發表的指引，該疾病與GPA的治療方式基本上相同。活性期治療可以分成前導性治療（induction therapy）和維持治療（maintenance therapy）兩階段。在前導性治療方面，會建議使用高劑量皮質類固醇加上利妥昔單抗（Rituximab）。若狀況危急需緊急壓低疾病活性，則可以考慮使用環磷醯胺（Cyclophosphamide）。疾病獲得初步控制後，指引建議依病人症狀儘快降低類固醇使用量，以避免長期使用類固醇所造成的毒性，或使用阿伐可泮（Avacopan）輔助治療，協助儘速降低類固醇使用量。若病人出現急進性腎絲球腎炎（RPGN），可考慮進行血漿置換術。
若疾病緩解（remission），則應進行維持治療，目前第一線建議使用利妥昔單抗、硫唑嘌呤（Azathioprine），或胺甲蝶呤（methotrexate）進行治療。